# Sinopanorpa digitiformis
Sinopanorpa digitiformis is een insect uit de orde van de schorpioenvliegen (Mecoptera), familie van de schorpioenvliegen (Panorpidae). De wetenschappelijke naam van de soort is voor het eerst geldig gepubliceerd door Huang & Hua in 2008.
De soort komt voor in China.